# Ach Gott, vom Himmel sieh darein
Ach Gott, vom Himmel sieh darein (BWV 2) is een religieuze cantate gecomponeerd door Johann Sebastian Bach.

## Programma
Deze cantate is geschreven voor de tweede zondag na Trinitatis.

## Tekst
De tekst bestaat uit de volgende onderdelen
1. Koor "Ach Gott, vom Himmel sieh darein"
2. Recitatief (tenor) "Sie lehren eitel falsche List"
3. Aria (alt) "Tilg, o Gott, die Lehren"
4. Recitatief (bas) "Die Armen sind verstört"
5. Aria (tenor) "Durchs Feuer wird das Silber rein"
6. Koraal "Das wollst du, Gott, bewahren rein"

## Trivia
De handgeschreven partituur van deze cantate werd in 1996 bij Sotheby's in Londen publiek geveild.